# Atascocita
Atascocita est une census-designated place située dans le comté de Harris, dans l’État du Texas, aux États-Unis. Selon le recensement de 2010, elle compte 65 844 habitants.

## Source
- (en) Cet article est partiellement ou en totalité issu de l’article de Wikipédia en anglais intitulé « Atascocita, Texas » (voir la liste des auteurs).